# World Outgames
World Outgames - міжнародні спортивні змагання та культурні заходи ЛГБТ-спрямованості. Ігри відкриті для всіх, хто бажає в них брати участь, незалежно від сексуальної орієнтації. Захід об'єднує спортсменів, атлетів, року також діячів культури з різних куточків планети. Багато учасників приїжджають з країн, де гомосексуальні відносини переслідуються.
Перші ігри відбулися в 2006 році в Монреалі. В них брало участь більш ніж 18 500 чоловік з 111 країн світу, що зробило їх наймасовішим міжнародною подією в місті з часів Олімпіади 1976
World Outgames не слід плутати з Гей-іграми, спортивним ЛГБТ-заходом, відомим як «гей-олімпіада».

## Історія

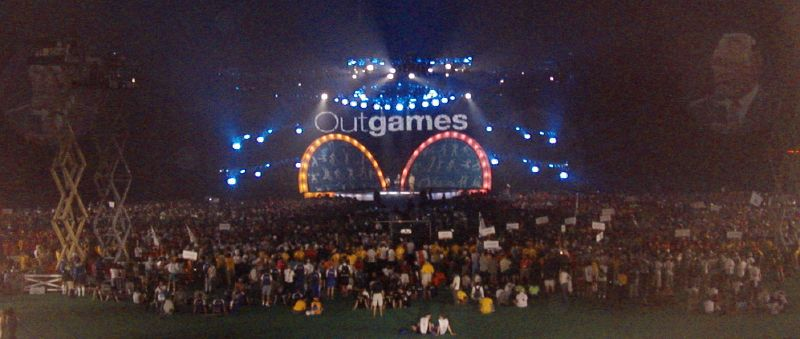
Церемонія відкриття, Монреаль 2006 рік

Сьомі гей-ігри мали відбутися в 2006 році в Монреалі. Однак, Федерація гей-ігор (FGG) і адміністрація міста Монреаль не змогли домовитися з питання кількості учасників. Таким чином було прийнято рішення провести їх в Чикаго. Монреаль ж оголосив, що має намір організувати і провести власні ігри в обхід FGG. Вони отримали назву World Outgames і відбулися в тому ж році в Монреалі за фінансової підтримки міжнародних спортивних ЛГБТ-асоціацій, адміністрації Монреаля, уряду Канади, року також численних національних і міжнародних компаній, в тому числі Air Canada, GlaxoSmithKline та інших. Перші Outgames не були настільки успішними, як сподівалися організатори, і закінчилися дефіцитом в 5,3 мільйона доларів. Багато поставок залишилися неоплаченими
Другі Outgames пройшли в Копенгагені в 2009 році . Рішення було прийнято після того, як Берлін відмовився прийняти їх у себе через тривалий конфлікт між двома спортивними ЛГБТ-організаціями.

## Ігри за роками
| №   | Рік  | Місто      | Країна  |
| --- | ---- | ---------- | ------- |
| I   | 2006 | Монреаль   | Канада  |
| II  | 2009 | Копенгаген | Данія   |
| III | 2013 | Антверпен  | Бельгія |